# Tomah (condado de Monroe, Wisconsin)
Tomah es un pueblo ubicado en el condado de Monroe en el estado estadounidense de Wisconsin. En el Censo de 2010 tenía una población de 1400 habitantes y una densidad poblacional de 17,18 personas por km².

## Geografía
Tomah se encuentra ubicado en las coordenadas 43°56′22″N 90°29′10″O / 43.93944, -90.48611. Según la Oficina del Censo de los Estados Unidos, Tomah tiene una superficie total de 81.5 km², de la cual 81.49 km² corresponden a tierra firme y (0.01%) 0.01 km² es agua.

## Demografía
Según el censo de 2010, había 1400 personas residiendo en Tomah. La densidad de población era de 17,18 hab./km². De los 1400 habitantes, Tomah estaba compuesto por el 97.36% blancos, el 0.14% eran afroamericanos, el 1% eran amerindios, el 0.21% eran asiáticos, el 0% eran isleños del Pacífico, el 0.29% eran de otras razas y el 1% pertenecían a dos o más razas. Del total de la población el 0.64% eran hispanos o latinos de cualquier raza.